# Bernard Revon
Pour les articles homonymes, voir Revon.
Bernard Revon est un scénariste français né le 22 mars 1931 à Marseille et décédé le 14 juillet 1997 dans le 18e arrondissement de Paris.

## Filmographie

### Scénariste
- 1960 : Les Magiciennes de Serge Friedman
- 1961 : Les Démons de minuit de Marc Allégret et Charles Gérard
- 1964 : Elle est à tuer de Dossia Mage
- 1964 : L'Amour à la chaîne de Claude de Givray
- 1968 : Baisers volés de François Truffaut
- 1969 : La Coqueluche de Christian-Paul Arrighi
- 1970 : Domicile conjugal de François Truffaut
- 1970 : Mauregard, feuilleton de Claude de Givray (TV)
- 1972 : La Guerrilla de Rafael Gil
- 1973 : Projection privée de François Leterrier
- 1977 : Un amour de sable de Christian Lara
- 1978 : Kakemono Hôtel de Franck Apprederis (adaptation) (TV)
- 1978 : Histoires insolites, épisode La Stratégie du serpent d'Yves Boisset
- 1980 : Fantômas (feuilleton TV) de Claude Chabrol
- 1980 : Les Turlupins
- 1985 : Folie suisse de Christine Lipinska
- 1987 : L'île, de François Leterrier (série télévisée)
- 1993 : Le Cahier volé de Christine Lipinska (adaptation)
- 1993 : Meurtre en ut majeur de Michel Boisrond (adaptation)
- 1994 : Donnez-moi huit jours de votre vie de Bernard Revon, adaptation : Claude de Givray et Philippe Troyon
- 1996 : Les Allumettes suédoises de Jacques Ertaud

### Réalisateur
- 1979 : Les Turlupins, (long métrage cinéma) avec Pascale Rocard, Bernard Gabay, Thomas Chabrol, Alexandre Sterling, Étienne Draber, Jacques Rispal, Pierre Vial, Philippe Brigaud

#### Théâtre
- 1955 : Poppi de Georges Sonnier, mise en scène Pierre Valde, Théâtre des Arts

#### Série TV
- 1965 à 1968 : coproducteur de la collection documentaire historique "Présence du passé"  (avec Jean Chérasse et Jean Mauduit) , coauteur notamment du "Système de Law" et de "La Fronde".
- 1979 : Fantomas réalisé par Claude Chabrol et Juan Luis Buñuel, diffusé sur Antenne 2